# 살아남은 자의 슬픔
《살아남은 자의 슬픔》은 KBS 2TV에서 1993년 8월 25일부터 1993년 10월 14일까지 방영된 KBS 2TV 수목 미니시리즈이다.

## 등장인물
- 이병헌 : 이자명 역
- 신윤정 : 오라라 역
- 나현희 : 디디 역
- 박웅
- 김창숙
- 김영애
- 나한일
- 장보규 : 안준태 역
- 윤다훈
- 황준욱
- 이진우
- 손현주
- 김기현
- 최병학
- 황범식
- 나성균
- 김시원
- 최종원
- 김정균
- 이정재
- 박준규
- 이규준
- 김찬우
- 김호진
- 김현주
- 오현경
- 이주나
- 이주희
- 안문숙
- 우희진
- 이정욱
- 한범희
- 이경호
- 정명환
- 전현
- 박현
- 노현희
- 김현아
- 조민희
- 지종은
- 홍일권
- 임호
- 김알음
- 조하나

## 수상
- 1993년 KBS 연기대상 남자 우수연기상 이병헌

| 한국방송공사 수목 미니시리즈             | 한국방송공사 수목 미니시리즈                            | 한국방송공사 수목 미니시리즈                   |
| 이전 작품                                | 작품명                                                  | 다음 작품                                      |
| ---------------------------------------- | ------------------------------------------------------- | ---------------------------------------------- |
| 비검 (1993년 7월 22일 ~ 1993년 8월 19일) | 살아남은 자의 슬픔 (1993년 8월 25일 ~ 1993년 10월 14일) | 백색 미로 (1993년 10월 20일 ~ 1993년 12월 9일) |